# Elmera racemosa

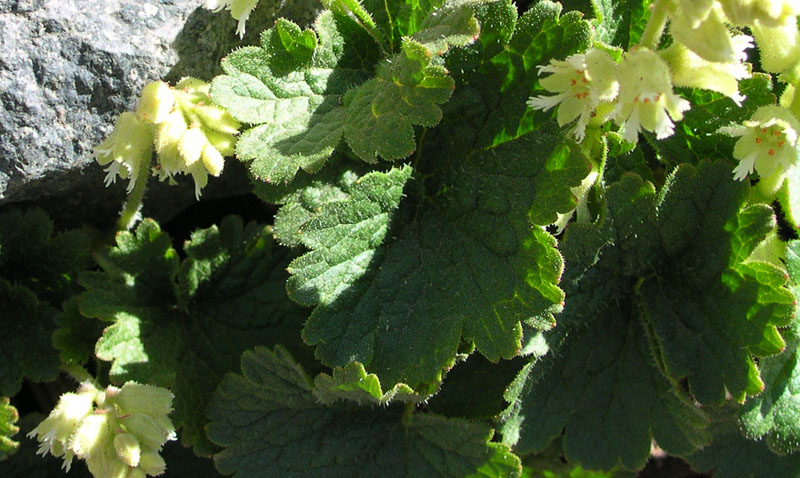
Nahaufnahme

Elmera racemosa ist die einzige Pflanzenart der Gattung Elmera in der Familie der Steinbrechgewächse (Saxifragaceae). Sie ist im nordwestlichen Nordamerika beheimatet.

## Beschreibung

### Vegetative Merkmale
Elmera racemosa wächst als ausdauernde krautige Pflanze und erreicht Wuchshöhen von 10 bis 35 cm. Sie bildet weder Rhizome noch Stolonen. Der schlanke, unterirdische Teil des Stängels besitzt schuppenförmige Niederblätter. Der aufrechte, winzig drüsig behaarte Stängel besitzt zwei bis drei, nach oben hin kleiner werdende Laubblätter. Die meisten Laubblätter stehen in einer grundständigen Blattrosette zusammen und sind in Blattstiel und Blattspreite gegliedert. Die wenig bis intensiv drüsig behaarten Blattstiele sind 2 bis 10 cm lang. Die 1 bis 3 cm lange Blattspreite ist kreis- bis breit nierenförmig mit herzförmiger Basis und fiedernervig. Der Blattrand setzt sich aus fünf bis neun schwachen, gerundeten Lappen zusammen, die gekerbt sind. Die Blattoberfläche ist drüsig behaart. Die bräunlichen Nebenblätter sind häutig und 2 bis 5 mm lang.

### Generative Merkmale
In einem gestreckten, 10 bis 35 cm langen, traubigen Blütenstand stehen über drüsig behaarten, schuppenförmigen Tragblättern an Blütenstielen 10 bis 28 Blüten. Die Blüten sind zwittrig und fünfzählig mit doppelten Perianth. Der 5 bis 9 mm lange, glockenförmige, grüne, weiße oder cremefarbene, intensiv drüsig behaarte Blütenbecher (Hypanthium) ist bis ein Viertel mit dem Fruchtknoten verwachsen; der freie Bereich ist 2,5 bis 4 mm lang. Die fünf dreieckigen bis länglichen Kelchblätter sind grünlich-gelb und 1 bis 4 mm lang. Die fünf weißen oder cremefarbenen Kronblätter sind schmal lanzettlich bis länglich, 3 bis 5 mm lang und meist vier- bis siebenlappig, selten ungelappt. Es ist nur der äußere Kreis mit fünf Staubblättern vorhanden; sie überragen die Kronblätter nicht. Der einviertel-unterständige Fruchtknoten ist einkammerig. Die Samenanlagen sind vollkommen verwachsen und die Plazentation ist parietal. Die zwei 1 bis 2,5 mm langen Griffel ragen nicht über die Kronblätter hinaus und enden jeweils in einer Narbe. Die Blütezeit reicht von Juli bis August.
Die breit eiförmige, zweischnabelige Kapselfrucht ist braun und enthält 125 bis 150 Samen. Die Frucht öffnet sich zwischen den beiden kurzen Fruchtschnäbeln. Die dunkelbraunen Samen sind ellipsoid, 1 bis 1,4 mm lang und winzig papillös.
Die Chromosomengrundzahl beträgt n = 7.

## Vorkommen
Die Heimat von Elmera racemosa liegt in British Columbia, Oregon und Washington. Elmera racemosa gedeiht an Felsvorsprüngen, Klippen und alpinen offenen Berghängen und bevorzugt offene Flächen in Höhenlagen zwischen 1500 und 2800 Meter. Elmera racemosa wird an und über der Baumgrenze in den Kaskaden-Ketten des südwestlichen British Columbia, in den Okanogan- und Kaskaden-Ketten, auf der Olympic-Halbinsel, am Mount Rainier und Mount Adams in Washington und von den Oregon-Kaskaden bis zum nördlichen Klamath County und angrenzenden Douglas County.

## Systematik
Diese Art wurde 1885 unter dem Namen Heuchera racemosa von Sereno Watson in Proceedings of the American Academy of Arts and Sciences, Volume 20, S. 365 erstbeschrieben. Per Axel Rydberg erstellte 1905 mit dieser Art unter dem Namen Elmera racemosa  in North American Flora, Volume 22, Part 2, S. 97 die neue Gattung Elmera. Ein weiteres Synonym ist Elmera racemosa var. puberulenta C.L.Hitchcock. 
Der Gattungsname Elmera ehrt wahrscheinlich den Pflanzensammler Adolph Daniel Edward Elmer (1870–1942), der besonders im westlichen Nordamerika tätig war.  Das Artepitheton racemosa bedeutet traubig.